# Vysoký smrk v Nancy
Vysoký smrk v Nancy je památný strom - smrk ztepilý (Picea abies), který roste v kamenitém pravém břehu Stříbrného potoka, místně nazývaného jako Rájecký potok, vpravo od silnice ze Stříbrné do Přebuze v okrese Sokolov v Karlovarském kraji. Jen několik metrů proti proudu potoka roste další památný smrk Nový Nancin smrk. Do roku 1972 zde rostl proslulý Nancin smrk. Oba smrky jsou výjimečného vzrůstu, nejvyšší známé stromy Karlovarského kraje a reprezentují poslední zbytky starých smrčin v Krušných horách. Zdravotní stav stromu je dobrý.
Hustá koruna kuželovitého tvaru s dlouhými větvemi sahá do výšky 49 m. Obvod přímého válcovitého kmene měří 367 cm (měření 2013). Strom je chráněn od roku 2016 pro svůj výrazný růst a stáří.

## Stromy vokolí
- Nový Nancin smrk
- Klen Na konci světa
- Klen v Nancy
- Jedle pod skálou v Nancy
- Modřín u Stříbrného potoka